# Balog István (református püspök)
Balog (Séllyei) István (Sélye, Nyitra vármegye 1627 körül – Pápa, 1692. október 17.) a Dunántúli Református Egyházkerület püspöke 1669-től haláláig.

## Élete
Magyarországi és erdélyi iskolákban a latin és görög nyelvet tanult, majd külföldi akadémiákra ment, hol a teológián kivül, az orvosi szakban is szerzett ismereteket és doktorrá avatták. Hazájába visszatérvén, szülőfalujában papi hivatalt nyert, de csakhamar Huszt városába költözött. 1646-ban Szatmárnémeti gyülekezete hivta meg lelkésznek; innen Gyulafehérvárra ment II. Rákóczi György udvarába lelkésznek. A lengyelországi hadjárat alatt tatár rabságba esett; onnan kiszabadulván, nem akart többé Erdély zavaraiban részt venni. 1656-ban Magyarországra jött és pápai tanár lett, 1669-ben pedig dunántúli református püspök. 1674-ben Pozsonyba idézték és elítélték; tömlöcbe, majd a nápolyi gályákra került; onnan kiszabadulván 1676. február 11-én Velencébe, majd Svájcba ment, ahonnan Németországon keresztül 1677-ben visszatért hazájába, s papi hivatalát Pápán folytatta.

## Munkái
- Temető kert. Várad, 1655. (Halotti prédikácziók.)
- Uti társ Uo. 1657. (Alkalmi egyházi szónoklatok.)

Kézirati műve Kemény József gróf könyvtárába került, címe: Danksagungs-Rede, mit welcher die vertriebene Ungarische Prediger von der Zürichische Stadt Abschied demüthigst nehmen… Anno 1677.